# Sändningsfördröjning

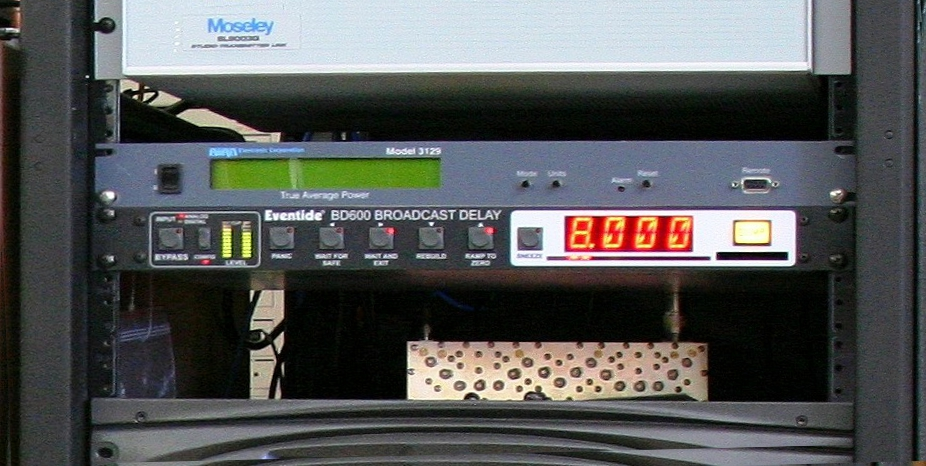
Utrustning för sändningsfördröjning inställd på åtta sekunder.

Sändningsfördröjning (på engelska broadcast delay) inom radio- och tv-sändningar avser att medvetet fördröja en livesändning. Det brukar handla om ett par sekunder.
Syftet är ofta att förhindra att oönskat material når publiken.